# 劉準 (宣德進士)
劉準，江西泰和县人，明朝政治人物、进士出身。

## 生平
宣德二年（1427年）丁未科二甲第六名进士。宣德七年，授任监察御史。